# Baburka
Baburka (en ucraniano: Бабурка; en ruso: Бабурка) es un pueblo ucraniano perteneciente al óblast de Zaporiyia. Situado en el sur del país, forma parte del raión de Zaporiyia y es centro del municipio (hromada) de Dolinske.

## Geografía
Baburka se encuentra al sur del antiguo pueblo de Verjnia Jortitsia de la ciudad de Zaporiyia.

## Historia
El asentamiento fue fundado por primera vez en 1785 como Burwalde por menonitas alemanes que se establecieron en la colonia de Jortitsia.El topónimo probablemente se refiere al pueblo prusiano de Bärwalde. El pueblo tenía una escuela y una iglesia construidas en la década de 1860.
Durante la Segunda Guerra Mundial, los residentes de habla alemana huyeron en 1943 en la retirada alemana. La iglesia y la escuela del pueblo fueron desmanteladas por las tropas alemanas de la Wehrmacht en 1943 para obtener materiales de construcción.
El 12 de agosto de 2022, en medio de la invasión rusa de Ucrania, los rusos lanzaron ataques con cohetes no sólo contra Zaporiyia, sino también contra Baburka.

## Demografía
La evolución de la población de Baburka entre 1886 y 2001 fue la siguiente:
| 489                                                           | 362 |
| (Fuente: Cities & Towns of Ukraine y UKRAINE: Größere Städte) |     |

Según el censo de 2001, la lengua materna de la mayoría de los habitantes, el 85,36%, es el ucraniano; del 13,81% es el ruso.

## Infraestructura

### Arquitectura, monumentos y lugares de interés
Algunos de los edificios menonitas se han conservado. La antigua tienda del pueblo ahora sirve como biblioteca. En el cementerio todavía quedan algunas lápidas alemanas.

### Transporte
Por el pueblo pasan la carretera T-0804 y la estación de ferrocarril de Jortitsia.